# Герб Железнодорожного (Московская область)
Герб Железнодорожного — официальный символ городского округа Железнодорожный Московской области до его упразднения и включения в состав городского округа Балашиха. Утверждён 20 марта 2002 года, внесён в Государственный геральдический регистр Российской Федерации под регистрационным номером 939.

## Описание
Официальное описание герба:
В лазоревом поле выходящее золотое сияющее солнце (без изображения лица), сопровождаемое во главе щита серебряной конской дугой с колокольчиком того же металла. Червлёная оконечность обременена серебряным вписанным острием, имеющим вдоль боковых сторон сужающуюся кверху и доходящую до конца острия чёрную внутреннюю кайму
Авторская группа: идея герба — А. Канищев (Железнодорожный); геральдическая доработка — Константин Мочёнов (Химки); художник — Роберт Маланичев (Москва); обоснование символики — Галина Туник (Москва); компьютерный дизайн — Сергей Исаев (Москва), Юрий Коржик (Воронеж).

## Символика
За основу герба городского округа Железнодорожный взята история его названия, связанная со строительством в 1862 году железной дороги близ дачного посёлка Обираловка (Сергеевка) — ныне город Железнодорожный, что и показано в гербе серебряным острием с двумя чёрными клиньями (внутренняя кайма), аллегорически отображающими железную дорогу, делая тем самым герб «полугласным».
Острие (пирамида) — символ знания, стремления к совершенству. Чёрный цвет символизирует благоразумие, мудрость и вечность. Восходящее солнце, к которому устремлено острие, аллегорически указывает на природно-географическое расположение города Железнодорожного — на востоке Московской области. Солнце — символ возрождения, жизни, силы, стойкости.
Золото в геральдике символизирует богатство, справедливость, уважение, великодушие.
Дуга с колокольчиком аллегорически показывают старинный торговый путь из Москвы в Нижний Новгород.
Серебро — символ чистоты, веры в благородства.
Лазурь — символ возвышенных устремлений, мышления, искренности и добродетели.
Красный цвет в геральдике символизирует труд, жизнеутверждающую силу, мужество, праздник, красоту.

## История
Известны геральдизированные эмблемы Железнодорожного, помещённые на сувенирных значках. Они не являлись официальными символами города.
Герб МО «город Железнодорожный» утверждён 20 марта 2002 года решением Совета депутатов города Железнодорожного №08/14. В дальнейшем он переутверждён Решением Совета депутатов городского округа Железнодорожный Московской области от 15 сентября 2010 года №06/79 «О гербе городского округа Железнодорожный Московской области» как герб городского округа Железнодорожный, в котором незначительно изменено объяснение символики герба. С 9 января 2015 года в соответствии с Законом Московской области № 208/2014-ОЗ от 30 декабря 2014 года городской округ Железнодорожный объединён с городским округом Балашиха и включён в состав Балашихи в качестве отдельных микрорайонов. В связи с этим 30 сентября 2015 года был принят новый герб Балашихи, во второй и третьей части которого изображён герб Железнодорожного.